# 1647
Évszázadok: 16. század – 17. század – 18. század
Évtizedek: 1590-es évek – 1600-as évek – 1610-es évek – 1620-as évek – 1630-as évek – 1640-es évek – 1650-es évek – 1660-as évek – 1670-es évek – 1680-as évek – 1690-es évek
Évek: 1642 – 1643 – 1644 – 1645 –  1646 – 1647 – 1648 – 1649 – 1650 – 1651 – 1652

## Események
- január 30. – A skótok átadják I. Károlyt az angol parlamentnek.[1]
- május 13. – A Mercalli-skála szerinti XI-es erősségű földrengés sújtja a chilei Santiagót.[2]
- június 3. – George Joyce, a parlamenti hadsereg tisztje a hadsereg fogságába hurcolja I. Károlyt.[3]
- június 16. – IV. Ferdinándot Pozsonyban magyar királlyá koronázzák.[4]
- augusztus 6. – A New Model Army(wd) bevonul Londonba.[5]
- augusztus 8. – A Dungan's Hill-i csatában az angol parlamenti erők legyőzik az ír csapatokat.[6]
- október 28. - november 11. – A levellerek és a New Model Army egyeztető tárgyalásai Putneyben.[7]
- november 11. – I. Károly megszökik Hampton Courtból, de csak Wight-szigetéig jut.[8]
- december 27.
  - I. Károly titkos szövetséget köt a skótokkal, miszerint a skótok megszállják Angliát és visszahelyezik trónjára Károlyt, ő pedig bevezeti a presbiteriánus rendszert Angliában.[9]
  - Zrínyi Miklóst nevezik ki horvát-szlavón bánná.[10]

## Születések
- április 2. – Maria Sibylla Merian, német természetkutató, tudományos illusztrátor († 1717)
- augusztus 12. – Eberhard Werner Happel német író († 1690)
- augusztus 22. – Denis Papin, francia fizikus, matematikus, feltaláló, aki elsőként szerkesztett dugattyús gőzgépet († 1712)
- szeptember 1. – Giovanni Ceva, olasz matematikus, a róla elnevezett tétel felfedezője († 1734)
- november 18. – Pierre Bayle, francia író, filozófus († 1706)

## Halálozások
- március 14. – Frigyes Henrik orániai herceg, a Holland Köztársaság kormányzója (* 1594)
- október 25. – Evangelista Torricelli, olasz fizikus és matematikus (* 1608)
- november 21. – Jakusics György, egri püspök (* 1609)
- november 30. – Bonaventura Cavalieri, itáliai matematikus, polihisztor (* 1598)